# Mesosemia bersabana
Mesosemia bersabana är en fjärilsart som beskrevs av Hans Ferdinand Emil Julius Stichel 1910. Mesosemia bersabana ingår i släktet Mesosemia och familjen Riodinidae. Inga underarter finns listade i Catalogue of Life.